# カーフ・ブランディング
カーフ・ブランディング（Calf Branding）は、プロレス技の一種である。日本名は仔牛の焼印押し（こうしのやきいんおし）。

## 概要
コーナーにもたれ掛かっている相手に対してトップロープに登り、相手の頭を自分の両手で掴み、相手の後頭部に自分の右膝を押し付ける。その状態のまま前に飛び、相手の頭・顔からマットに叩きつける技。
元々はワルドー・フォン・エリックがプロシアン・バックブリーカー（ドイツ式背骨折り）として公開した技だったが、ディック・マードックがカーフ・ブランディングの名称で使用したことから、名称としては後者が定着している。
ミスター高橋曰く「プロレスで最も難易度の高い技」であり、空中の鷹が獲物を捕らえた瞬間のようなシーンを出現させるには掛けられる選手のセンスが問われるという。
また、実在の人物ではないが漫画『キン肉マン』、その続編『キン肉マンII世』に登場するテリーマン、その息子であるテリー・ザ・キッドの得意技でもある。

## 主な使用者
- ワルドー・フォン・エリック（プロシアン・ドロップとも呼ばれた）
- ディック・マードック（この技の著名な使い手として知られる）
- ポール・オーンドーフ
- エド・ウィスコスキー
- 渕正信
- 天山広吉
- 秋山準（エプロン部でリング下との落差を利用して放つ）